# Fin de siècle (album)
Pour les articles homonymes, voir Fin de siècle.
Albums de The Divine Comedy
A Short Album About Love
(1997) Regeneration
(1999)
Fin de siècle est le sixième album du groupe de pop britannique The Divine Comedy sorti en 1998.

## Liste des titres
1. Generation Sex – 3:31
2. Thrillseeker – 3:33
3. Commuter Love – 4:42
4. Sweden – 3:25
5. Eric the Gardener – 8:26
6. National Express – 5:05
7. Life on Earth – 4:23
8. The Certainty of Chance – 6:06
9. Here Comes the Flood – 4:09
10. Sunrise – 3:17

Fin de Siècle - Le Début de la Fin (2020 Bonus Disc)
Chansons écrites et arrangées par Neil Hannon, sauf 1 (Noël Coward), 4 et 9 (Stephin Merritt), et 19 (Charles Hubert Hastings Parry, John Greenleaf Whittier)
1. I've Been To A Marvellous Party - 3:41
2. Generation Sex (Early Idea)- 1:28
3. Gin Soaked Boy - 5:01
4. With Whom To Dance - 2:39
5. Thrillseeker (Rehearsal Version) -3:31
6. Maryland Electric Rainstorm -	5:45
7. Little Acts Of Kindness -	3:54
8. Life On Earth (Early Idea) - 1:51
9. The Dead Only Quickly - 1:14
10. The Winter Blues	- 3:42
11. London Irish - 4:41
12. Here Comes The Flood (Demo) - 4:11
13. The Certainty Of Chance (Demo) - 3:27
14. Last Stand In Metroland - 4:19
15. Overstrand - 4:06
16. Then Four Buses Come Along At Once - 2:55
17. National Express (Rehearsal Version) - 3:47
18. Postcard To Rosie - 3:26
19. Dear Lord And Father Of Mankind - 3:51